# 清水藩
清水藩（きよみずはん）は、美濃国大野郡清水（現在の岐阜県揖斐郡揖斐川町清水）を所領として、豊臣政権下から江戸時代初期まで存在した藩。関ヶ原の戦い後、清水城主・稲葉通重は本領1万2000石を安堵されたものの、1607年に京都祗園で酒乱して狼藉を働いたことを理由に改易された。

## 歴史
天正年間、曽根城主・稲葉良通（一鉄）は当地を支配下におさめ、清水城を築城した。天正7年（1579年）、良通は家督と曽根城を嫡男の稲葉貞通に譲り、清水城に移り住んだ。天正16年（1588年）に良通が清水城で死去すると、庶長子の稲葉重通が清水城主となって1万2000石の所領を領した。重通は豊臣秀吉に仕えて御伽衆などを務め、慶長3年（1598年）に死去した。その跡を子の稲葉通重が継いだ。
慶長5年（1600年）の関ヶ原の戦いにおいて、稲葉通重は叔父である稲葉貞通（郡上八幡城主）と行動を共にし、当初は西軍に属して犬山城の守備に当たった。9月、東軍の遠藤慶隆・金森可重の軍勢が郡上八幡城を攻撃すると、郡上八幡に急行してこれを撃退した（八幡城の合戦）。関ヶ原本戦の直前に稲葉氏は東軍に降伏し、通重は井伊直政の尽力によって本領を安堵された。
慶長12年（1607年）12月、稲葉通重は京都の祇園において津田信成（長門守、山城御牧藩主）・天野雄光（周防守）・矢部善七らと遊んだが、この際に酒乱して狼藉を働いた（津田信成参照）。このことが咎められ、通重は常陸国筑波に流罪となり、清水藩は廃藩となった。
稲葉通重は元和4年（1618年）、配所で没した。通重の子の稲葉通勝（七郎兵衛）は、同族の稲葉正勝（稲葉正成の子）に仕えた。

## 領地

### 清水

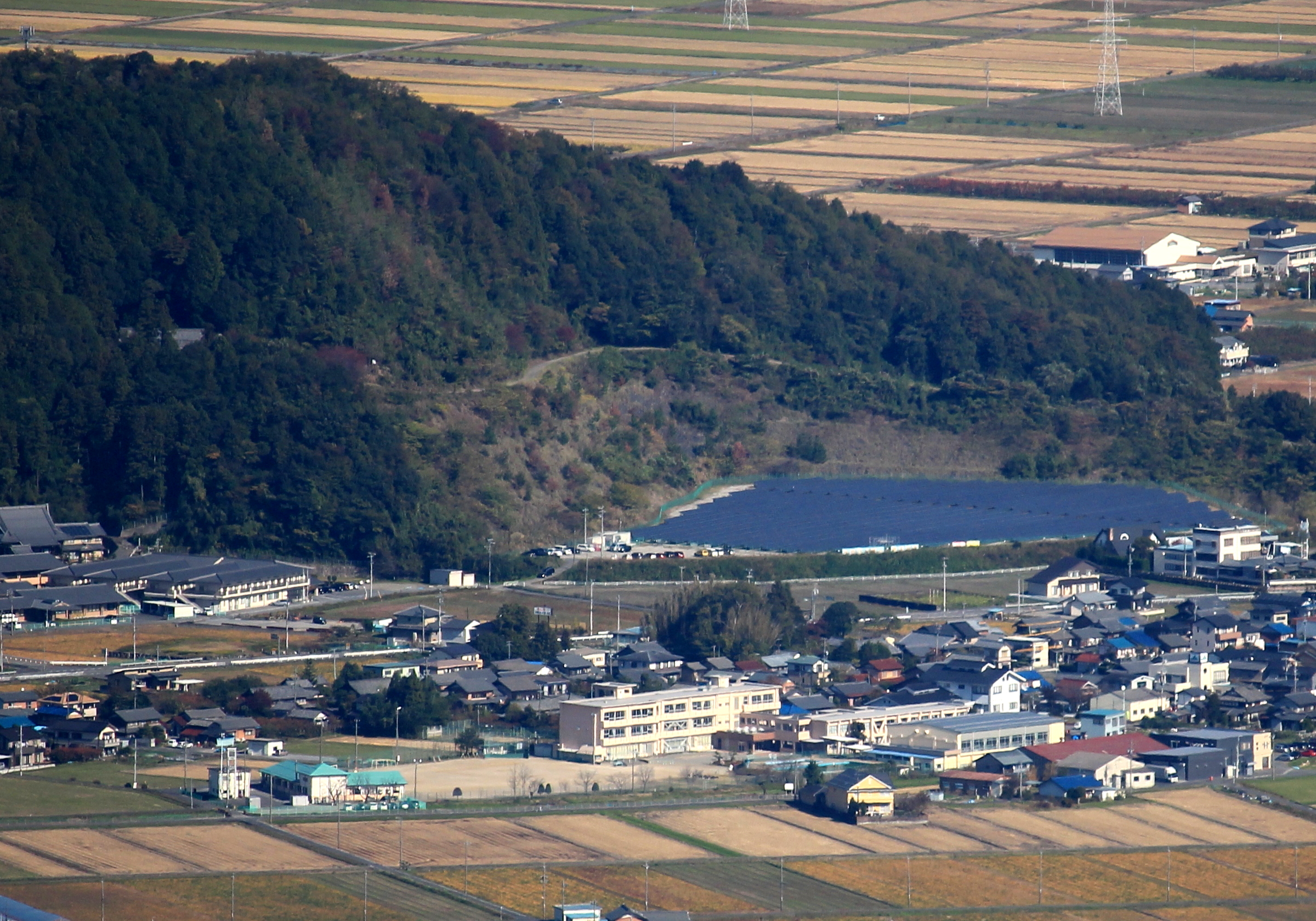
清水城跡（清水小学校）付近

当地には南北朝時代、林氏によって清水山に清水城（清水山城、清水古城）が築かれた。戦国期、当地を支配下におさめた稲葉一鉄は、平城として新たに清水城を築城した。一鉄が築いた清水城の本丸は、現在は揖斐川町立清水小学校の敷地となっている。
近傍の月桂院（揖斐川町長良）は一鉄が創建して菩提寺とした寺で、一鉄夫妻、貞通室（斎藤道三の娘）、貞通継室（織田信長の妹。神保・稲葉夫人参照）の墓などがある。清水領主の稲葉家は月桂院を庇護して寺運も盛んであったというが、通重の改易（清水藩の廃藩）によって外護者を失い衰微した。その後寺は、稲葉家との縁から寺の衰微を憂いた彦根藩主井伊直興の尽力により再興されることになる。
清水藩の廃藩後、清水村は幕府領となり、そののち寛永8年（1631年）に大身旗本岡田氏（揖斐陣屋）の知行地となった。寛文10年（1633年）、岡田善同は弟の岡田善紀に1200石を分知し、以後その子孫（清水岡田家）が幕末まで清水村の領主となった。岡田善紀はかつての清水城の二の丸に陣屋（清水陣屋）を構え、清水には陣屋町も形成された。

## 歴代藩主
稲葉家
外様。1万2000石。
1. 通重